# Amarpur (Gulmi)
Pour les articles homonymes, voir Amarpur.
Amarpur (en népalais : अमरपुर) est un comité de développement villageois du Népal situé dans le district de Gulmi. Au recensement de 2011, il comptait 3 598 habitants.